# Adenophora omeiensis
Adenophora omeiensis är en klockväxtart som beskrevs av Zheng Yin Zhu. Adenophora omeiensis ingår i släktet kragklockor, och familjen klockväxter. Inga underarter finns listade i Catalogue of Life.